# Nagypeterd
Nagypeterd egy község Baranya vármegyében, a Szigetvári járásban.

## Fekvése
Szigetvártól keletre, Szentlőrinctől nyugatra fekszik, mindkét várostól egyaránt körülbelül 7–8 kilométerre.
A szomszédos települések: észak felől Nyugotszenterzsébet, északkelet felől Nagyváty, kelet felől Kacsóta, délkelet felől Szentdénes, dél felől Rózsafa, nyugat felől pedig Botykapeterd.

### Megközelítése
Legfontosabb megközelítési útvonala a 6-os főút, ezen érhető el Szigetvár és Pécs felől is. Rózsafával az 58 104-es, Nyugotszenterzsébettel a 66 113-as számú mellékút kapcsolja össze; határszélét délkeleten érinti még az 5807-es út is. 
Vonattal elérhető a Nagykanizsa–Gyékényes–Barcs–Pécs-vasútvonalon; Nagypeterd megállóhely közvetlenül a rózsafai országút vasúti keresztezése mellett helyezkedik el.

## Története
A település mellett már a római korban is hadiút húzódott. Nagypeterd már az Árpád-korban is lakott település volt, a török megszállás alatt sem néptelenedett el. Lakói korábban nemesek voltak, de a törökök kiűzése után csak 1724-ben nyerték vissza kiváltságaikat, amelyet a török időkben vesztettek el.
1703-ban a faluban pusztító tűzvész olyan mély nyomokat hagyott az emberekben, hogy a települést sokan sokáig Égöttpeterd néven emlegették: ez az elnevezés még a 20. században is felbukkant.

## Közélete

### Polgármesterei
- 1990–1994: Kelemen László (független)[4]
- 1994–1998: Kelemen László (független)[5]
- 1998–2002: Nagy Józsefné (független)[6]
- 2002–2005: Nagy Józsefné (független)[7]
- 2005–2006: Nagy Józsefné (független)[8]
- 2006–2009: Timár József (független)[9]
- 2009–2010: Magda József (független)[10]
- 2010–2014: Magda József (független)[11]
- 2014–2019: Magda József Zoltán (független)[12]
- 2019–2024: Magda József (független)[13]
- 2024– : Magda József Zoltán (független)[1]

A településen 2005. október 9-én időközi polgármester-választást (és képviselő-testületi választást) tartottak, az előző képviselő-testület önfeloszlatása miatt. A polgármesteri posztért a hivatalban lévő faluvezető is elindult, és hat jelölt közül, viszonylag magabiztosan meg is erősítette pozícióját.
A 2006. október 1-jén megtartott önkormányzati választás érdekessége volt Nagypeterden, hogy az országos átlagot jóval meghaladó számú, összesen 8 jelölt indult a polgármesteri címért. Ilyen nagy számú jelöltre abban az évben az egész országban csak öt település lakói szavazhattak, ennél több (9 vagy 10) aspiránsra pedig öt másik településen volt példa.
2009. június 14-én újabb időközi polgármester-választást kellett tartani Nagypeterden, ezúttal az addigi polgármester lemondása miatt.

## Népesség
A település népességének változása:
| Lakosok száma | 637  | 644  | 630  | 637  | 624  | 660  | 676  | 631  | 641  | 644  |
|               | 2013 | 2014 | 2015 | 2016 | 2017 | 2019 | 2021 | 2022 | 2023 | 2024 |

A 2011-es népszámlálás során a lakosok 93,6%-a magyarnak, 5% cigánynak, 0,2% horvátnak, 0,2% lengyelnek, 0,8% németnek, 0,2% románnak, 0,2% szerbnek mondta magát (6,4% nem nyilatkozott; a kettős identitások miatt a végösszeg nagyobb lehet 100%-nál). A vallási megoszlás a következő volt: római katolikus 30,7%, református 15,5%, evangélikus 0,2%, görögkatolikus 0,3%, felekezeten kívüli 42,5% (10,7% nem nyilatkozott).
2022-ben a lakosság 90,3%-a vallotta magát magyarnak, 4,4% cigánynak, 0,3% horvátnak, 0,3% németnek, 0,3% románnak, 0,2% szerbnek, 0,2% lengyelnek, 1,1% egyéb, nem hazai nemzetiségűnek (9,7% nem nyilatkozott; a kettős identitások miatt a végösszeg nagyobb lehet 100%-nál). Vallásuk szerint 29% volt római katolikus, 11,7% református, 0,2% evangélikus, 1% egyéb keresztény, 1,7% egyéb katolikus, 26,3% felekezeten kívüli (30,1% nem válaszolt).

## Nevezetességei
- A községhez tartozó Csatapusztán szép kúria látható.
- Református temploma 1786-ban épült, késő barokk stílusban, ma műemlék.[18][19]
- Itt született Baksay Sándor püspök, író, műfordító 1832-ben. Lakóháza a 21. század elején műemlékké nyilvánítási eljárás alatt állt.[20]
- Millenniumi kopjafa
- 2019-ben, a településtől északra található szőlőhegyi út mellett alakították ki a Szent Orbán teret, ami egy kis pihenőhely fakereszttel, faragott emléktáblával és padokkal.